# Sonic Colors
Sonic Colors (ソニック カラーズ, Sonikku Karāzu, chamado de Sonic Colours na Europa) é um jogo eletrônico de plataforma desenvolvido pela Sonic Team e Dimps e publicado pela Sega. É um título principal da série Sonic the Hedgehog e foi lançado para Wii e Nintendo DS em novembro de 2010.
Uma remasterização da versão de Wii intitulada de Sonic Colors: Ultimate foi lançada em setembro de 2021 para Microsoft Windows (via Epic Games Store), Nintendo Switch, PlayStation 4 e Xbox One e no dia 6 de fevereiro de 2023 na Steam como comemoração dos 30 anos da franquia.

## Jogabilidade
O jogo foi lançado em duas plataformas da Nintendo: o Wii e o Nintendo DS. No Wii, o jogo tem o mesmo estilo de Sonic Unleashed no DS, como o de Sonic Rush, mas diferente em alguns aspectos, sendo voltado menos para a velocidade e focando em plataforma e puzzles. Sonic é equipado com uma nova habilidade (Double Jump) um pulo duplo que garante maior dinâmica durante as fases "2D".
Sonic encontra os Wisps e de cada um deles ganha um poder diferente, como correr mais rapidamente (laser), virar uma broca e perfurar o chão (drill), se tornar um bola de espinhos (spike), virar um cubo (cube) e até mesmo um foguete (rocket). Tanto a versão de Wii como a de DS possuem Wisps exclusivos.
As fases são planetas capturados e modificados pelo parque de diversões de Eggman, sendo que cada planeta, no Wii, é dividido em 7 atos, sendo 6 fases e um chefe; no DS, a divisão é em 4 atos, sendo 3 fases e um chefe. Ao final de cada ato, Sonic chega a uma cápsula onde estão aprisionados vários Wisps, destruindo a cápsula e libertando os alienígenas para ir ao ato seguinte até chegar ao chefe.

## Enredo
Na Terra, tudo está indo bem, até que Eggman resolve inaugurar seu novo parque de diversões no Espaço como forma de dizer que está arrependido de seus erros (eventos ocorridos em Sonic Unleashed), mas, na verdade, o que o cientista quer é outra forma de dominar o mundo sem que ninguém saiba de suas intenções. Maléfico e sem escrúpulos, Eggman captura os misteriosos Wisps, uma raça alienígena com poderes absurdos, e, com esses seres, ele pode finalmente realizar sua utopia, mas Sonic não vai permitir tal coisa e lutará contra o vilão novamente.